# Annabelle Stephenson
Annabelle Stephenson (* 12. April 1988 in London) ist eine britische Schauspielerin.
Stephenson wurde in London geboren und wuchs in der australischen Stadt Gold Coast auf, wo ihre Eltern immigrierten. Während der Schulzeit machte sie erste Erfahrungen als Darstellerin. 17-jährig debütierte sie in einer Nebenrolle in der Serie Meine peinlichen Eltern. Danach erfolgte in der Rolle der Miriam Kent in H2O – Plötzlich Meerjungfrau ihr Filmdebüt. 2013 bis 2014 hatte sie die Nebenrolle der Sara Munello in der ABC-Fernsehserie Revenge inne.

## Filmografie (Auswahl)
- 2006: Meine peinlichen Eltern (Mortified, Fernsehserie, Episode 1x12)
- 2006: H2O – Plötzlich Meerjungfrau (H2O: Just Add Water, Fernsehserie, 13 Episoden)
- 2010: Violet
- 2011: Rescue Special Ops (Fernsehserie, 3 Episoden)
- 2013: Hot Mess (Fernsehfilm)
- 2013: Reef Doctors – Die Inselklinik (Reef Doctors, Fernsehserie, Episode 1x02)
- 2013–2014: Revenge (Fernsehserie, 7 Episoden)
- 2015: Point of Honor (Fernsehfilm)
- 2015: Rehearsal
- 2017: Escape Room
- 2017: Pray for Rain
- 2018: Tidelands (Fernsehserie, 7 Episoden)
- 2020: Home and Away (Seifenoper, 32 Episoden)
- 2021: Australia’s Sexiest Tradie (Fernsehserie, 6 Episoden)
- 2022: Darby and Joan (Fernsehserie, Episode 1x08)
- 2022–2024: Rock Island Mysteries (Fernsehserie, 30 Episoden)
- 2024: Life After Fighting
- 2024: La Brea (Fernsehserie, Episode 3x03)